# Lasioglossum athabascense
Lasioglossum athabascense là một loài Hymenoptera trong họ Halictidae. Loài này được Sandhouse mô tả khoa học năm 1933.